# Bill Oddie
William Edgar Oddie, detto Bill (Rochdale, 7 luglio 1941), è un comico, musicista e naturalista inglese, famoso per essere stato un membro dei The Goodies.
È famoso anche per essere apparso in alcuni programmi televisivi degli anni sessanta, come I'm Sorry, I'll Read Again, Twice a Fortnight e Broaden Your Mind. Per la serie televisiva The Goodies ha scritto anche molte canzoni.
Ornitologo fin da bambino, Oddie attualmente conduce dei documentari sulla natura, come Wild In Your Garden, Birding with Bill Oddie e Bill Oddie Goes Wild.
Attualmente Oddie è sposato con Laura Beaumont e hanno una figlia di nome Rosie. Oddie ha anche due figlie avuti dal suo precedente matrimonio con Jean Hart: Bonnie e l'attrice Kate Hardie.

## Filmografia

### Attore
- Twice a Fortnight (1967)
- Broaden Your Mind (1968-1969)
- The Goodies (1970-1982)
- Asterix e la grande guerra (Asterix et le coup du menhir, 1989)
- Sposati con figli (Married with Children), 1992)
- George and the Dragon (2004)

### Conduttore
- The Great Bird Race (1983)
- Birding with Bill Oddie (1997)
- Bill Oddie Goes Wild (2001)
- Wild In Your Garden (2003)
- Britains Goes Wild (2004)
- Bill Oddie's How to Watch Wildlife (2005)
- Seven Naturals Wonder (2005)
- The Truth About Killer Dinosaurs (2005)
- Springwatch (2005-2008)
- Bill Oddie Back in the USA (2007)
- Bill Oddie's Wild Side (2008)